# Saagaromyces ratnagiriensis
Saagaromyces ratnagiriensis är en svampart som först beskrevs av S.D. Patil & Borse, och fick sitt nu gällande namn av K.L. Pang & E.B.G. Jones 2003. Saagaromyces ratnagiriensis ingår i släktet Saagaromyces och familjen Halosphaeriaceae.   Inga underarter finns listade i Catalogue of Life.